# Copa Estímulo
La Copa Estímulo fu una competizione che si svolse in Argentina tra il 1920 e il 1929.

## Storia
Questa competizione veniva giocata mentre la Nazionale era impegnata in qualche manifestazione internazionale. Durante l'edizione del 1920 il torneo fu abbandonato dal Banfield che era in testa al gruppo B, e venne quindi dichiarato vincitore l'Huracán, che era il primo classificato del gruppo A. Nel 1929 il campionato ufficiale non poteva essere giocato, e questo torneo lo sostituì. In totale furono giocate tre edizioni della Copa Estímulo.

## Albo d'oro
- 1920 Huracán
- 1926 Boca Juniors              3:1  Sportivo Balcarce
- 1929 Gimnasia La Plata    2:1  Boca Juniors